# Movimiento Nacional de Suiza
El Movimiento Nacional de Suiza (en alemán: Nationale Bewegung der Schweiz o NBS) fue un grupo paraguas nacionalsocialista formado en Suiza en 1940 y disuelto al final de la Segunda Guerra Mundial.

## Historia
El NBS tuvo sus raíces en la fundación en 1938 del Bund Treuer Eidgenossen Nationalsozialistischer Weltanschauung por Rolf Henne después de que Robert Tobler, más moderado, había destituido a Henne del liderazgo del Frente Nacional. En 1940, el Bund absorbió una serie de pequeñas organizaciones de apoyo nazi para convertirse en la NBS bajo Henne y el Dr. Max Leo Keller. Otros grupos absorbidos incluyeron el Eidgenössische Soziale Arbeiterpartei y elementos del Frente Nacional. El nuevo grupo también llevó oficialmente el nombre en francés Mouvement Nationale Suisse como un llamado al francófono suizo. Keller había trabajado con Heinrich Himmler y trajo consigo a Andreas von Sprecher, a quien las SS habían entrenado, para dirigir el departamento de propaganda del nuevo grupo. 
Keller, Jakob Schaffner y Ernst Hofmann, como representantes de la NBS, recibieron una audiencia con el presidente suizo Marcel Pilet-Golaz (en el cargo durante 1940) en la que exigieron relaciones mucho más estrechas con el Tercer Reich, lo que llevó a una eventual incorporación. Esto fue seguido por una conferencia de Múnich en octubre de 1940 a la que el director de la Oficina Central de Seguridad del Reich, Reinhard Heydrich y el médico suizo y miembro de las SS Franz Riedweg invitaron a los líderes de la NBS y de otros grupos suizos para aumentar la cohesión. Finalmente, la reunión fortaleció la mano de la NBS, ya que los restos del Bund Treuer Eidgenossen Nationalsozialistischer Weltanschauung, así como el Eidgenössische Soziale Arbeiter-Partei y el Nationalsozialistische Schweizerische Arbeitspartei de Ernst Leonhardt aceptaron ser absorbidos por el movimiento. 
A pesar de este fortalecimiento, el Movimiento Nacional no duró mucho, ya que el Consejo Federal Suizo temía que la anexión de Alemania estuviera a la vuelta de la esquina. En una serie de movimientos contra los grupos más extremos, la NBS se cerró el 19 de noviembre de 1940, momento en el que tenía 160 células y alrededor de 4.000 miembros. El grupo continuó trabajando bajo tierra durante un tiempo antes de una represión policial que llevó a la mayoría de los líderes a huir a Alemania. Mientras que en Alemania Keller estableció el Bund der Schweizer Nationalsozialisten como un movimiento de emigrantes, aunque su influencia siguió siendo limitada; finalmente regresó a Suiza en 1941. Mientras tanto, varias unidades de la NBS continuaron su actividad clandestina en secreto, principalmente con la ayuda de las SS, hasta que la Segunda Guerra Mundial terminó en 1945.